# Boxwell with Leighterton
Boxwell with Leighterton är en civil parish i Storbritannien.   Den ligger i grevskapet Gloucestershire och riksdelen England, i den södra delen av landet, 150 km väster om huvudstaden London. Antalet invånare är 306.